# 天母温泉
天母温泉（てんもおんせん）は台湾台北州七星郡士林街三角埔（現在の台北市士林区天母）にあった天母教の温泉施設。
宗教教団が運営する温泉施設ということで日本統治時代の頃は話題を集めた
が既に現存しない。現在の中山北路七段191巷あたりにあったとされる。

## 泉質
天母温泉は天母から4kmほど離れた紗帽山に湧く酸性泉を高低差を利用して引き湯していた。源泉には濃度の高い硫黄が含まれるため、この導管には防酸剤と保温塗料をつかった竹筒が使われていたという。

貧血や神経痛、婦人病などに効果があったとされる。

## 歴史
- 昭和6年（1931年）天母教教主中治稔郎が台北州士林街三角埔に湧く温泉の権利を得る。重田栄治と共同で開発を開始する。
- 昭和7年（1932年）紗帽山麓に湧く温泉を厳選とする
- 昭和8年（1933年）引湯工事を開始する。
- 昭和10年（1935年）引湯工事終了。公衆浴場の他に天母教の仮神殿・神苑を竣工し、「天母温泉」として営業を開始する。また、温泉と士林駅を結ぶバスの運行を開始する。
- 昭和20年（1945年）終戦により中治らが日本に引き揚げたことにより営業を終了する。跡地は士林紙業公司の宿舎となり、温泉浴室は公共浴場となった[1]